# Novakita
La novakita és un mineral de la classe dels sulfurs. Rep el seu nom en honor del Dr. Jiří Novák (1902-1971), professor de mineralogia a la Universitat Carolina de Praga (República Txeca).

## Característiques
La novakita és un sulfur de fórmula química Cu20AgAs10. Cristal·litza en el sistema monoclínic. Normalment forma agregats granulars de color gris acer, de fins a 3 centímetres. La seva duresa a l'escala de Mohs és 3 a 3,5.
Segons la classificació de Nickel-Strunz, la novakita pertany a «02.AA: Aliatges de metal·loides amb Cu, Ag, Au» juntament amb els següents minerals: domeykita-β, algodonita, domeykita, koutekita, cuprostibina, kutinaïta, al·largent, discrasita, maldonita i stistaïta.

## Formació i jaciments
Sol trobar-se associada a altres minerals com: esmaltita, plata, pitchblenda, löllingita, koutekita, calcopirita, calcocita, bornita, arsenolamprita o arsènic. Va ser descobert l'any 1959 en filons de carbonats a Černý Důl, Riesengebirge (Regió de Hradec Králové, República Txeca). També se n'ha trobat a Běloves (Náchod, República Txeca) i al districte de La Sal (Colorado, Estats Units).